# Tratado de Amizade e Aliança Sino-Soviético

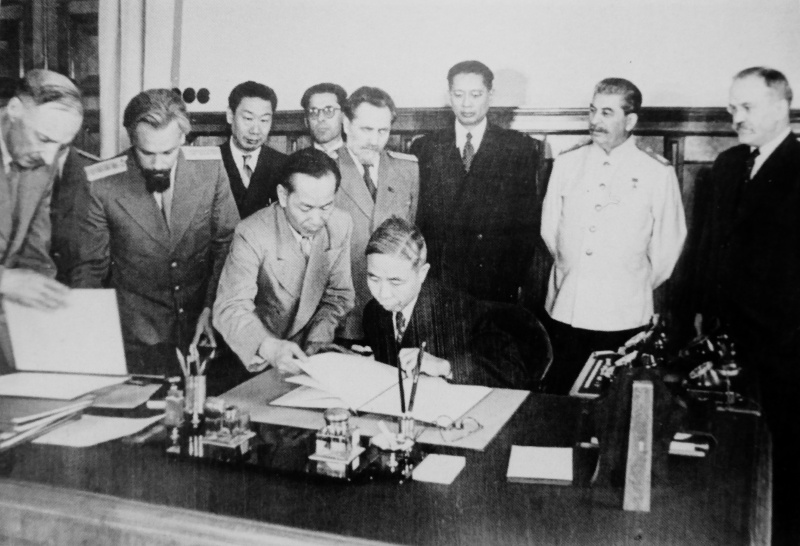
Assinatura do Tratado de Amizade e Aliança entre a URSS e a República da China no Kremlin. Do lado chinês, o acordo é assinado pelo ministro das Relações Exteriores, Wang Shijie, à sua direita está I.V. Stalin e V.M. Molotov.

O Tratado de Amizade e Aliança (chinês tradicional:中蘇友好同盟條約) é um tratado de 1945 assinado pela República da China (ROC) e pela União Soviética em 14 de agosto. No momento, as tropas soviéticas e mongóis ocupavam a Mongólia Interior e outra parte do território chinês, tendo tomado dos japoneses durante a Segunda Guerra Mundial. Em uma declaração feita em conexão com o tratado, a República da China aceitou a independência da Mongólia dentro das suas fronteiras anteriores (renunciando qualquer intenção pan-mongolista dos ocupantes), desde que um referendo sobre a questão fosse realizado.

## Ligações Externas
- China, Soviet Union: Treaty of Friendship and Alliance